# Chiesa dei Santi Vitale ed Agata
La chiesa parrocchiale dei Santi Vitale ed Agata è un edificio religioso che si trova a Val Mara, nella frazione di Rovio, in Canton Ticino.

## Storia
Eretta in epoca medievale, divenne parrocchiale nel 1213. Venne rimaneggiata dapprima nel XVI secolo e poi tra i secoli XVIII e XX. Fra il 1994 ed il 1997 l'architetto Tita Carloni procedette al completo rifacimento della facciata.

## Descrizione
La chiesa ha una pianta ad unica navata, ricoperta da una volta a botte lunettata.
All'interno dell'edificio spicca l'altare maggiore, realizzato in marmo.